# Jaargetijde (memorie)
Een jaargetijde of memorie is een jaarlijks terugkerende kerkdienst die voor het zielenheil van een overledene werd vastgelegd door hemzelf bij testament of door zijn nabestaanden.

## Herkomst van het woord
In het Middelnederlands betekent jaergetide: "de op een bepaalde tijd van het jaar wederkerende dag", vergelijkbaar met het huidige "verjaardag". In het Middelnederlands wordt jaergetide niet gebruikt in de betekenis van seizoen. Getide betekende een bepaalde tijdsruimte, kort of lang, vandaar ook het moderne getijde om eb en vloed aan te duiden. Maar getide betekende ook, een op bepaalde tijden terugkerend ogenblik, zoals in getijdengebed en jaargetijde in de betekenis van jaarlijkse herinneringsdag. Joost van den Vondel schreef het gedicht Het jaargetijde van Oldenbarnevelt waar het in de betekenis van herinneringsdag wordt gebruikt, zonder connotatie van kerkelijke herdenking.

## Jaargetijde als herdenkingsdienst
Het jaargetijde in de Rooms-Katholieke Kerk is ontstaan uit de boetetraditie in verband met het vagevuur. Volgens de katholieke leer worden zonden vergeven in de biecht, maar de biecht neemt niet de zondenlast weg die moet uitgeboet worden in het vagevuur. Het opleggen van boete was een voorrecht van de kerk en al op het eerste Concilie van Nicea in 325 wordt aan de bisschoppen volmacht gegeven de opgestapelde schuld uit te wissen, een aflaat te verlenen (Canon 12). De kerk leerde en de middeleeuwer geloofde dat men de tijd die de overledenen in het vagevuur moesten doorbrengen voor het boeten van de zonden begaan tijdens hun leven, kon inkorten door het uitvoeren van goede werken en door het bidden. Dit kaderde goed in het Germaans recht (zie ook Salische Wet), waar een misdaad bestraft werd en goedgemaakt, als het ware afgekocht, door het opleggen van een boete.
In 1274 werd op het Concilie van Lyon van het vagevuur een verplicht geloofspunt gemaakt en werd bepaald dat ook nabestaanden door hun goede werken, gebed, aalmoezen en dergelijke, de tijd van hun dierbare overledene in het vagevuur konden bekorten. Het vagevuur wordt als kerkelijke leer bevestigd op de concilies van Firenze (1431) en van Trente (1545-1563).
In de kloosters en de kapittelkerken werden de overleden monniken of kanunniken, maar ook weldoeners ingeschreven in het dodenboek of necrologium, een soort kalender, om hen op de verjaardag van hun sterven te herdenken. Deze necrologia of dodenboeken waren in de eerste plaats een leidraad bij het dagelijkse gebed voor de overledenen en hadden voornamelijk een liturgische bedoeling. Vanaf het midden van de 13e eeuw ontstond hieruit het liber anniversariorum of jaargetijdenboek of ook nog obituarium waarin de pastoor of het kapittel van kanunniken of het klooster een overledene inschreef om voor hem jaarlijks een gedachtenismis te laten opdragen. Dit werd natuurlijk niet gratis gedaan, degene die het jaargetijde stichtte betaalde hiervoor een (dikwijls aanzienlijke) som geld of deed een schenking van een of ander goed, die dan ook in het obituarium werd ingeschreven. Dikwijls werd er ook een kleine som of een vergoeding in natura (bv. een maaltijd) voorzien voor de geestelijken die aan het gebed deelnamen, ook daarvoor moesten de nodige fondsen voorzien worden bij de stichting van het jaargetijde. Het fenomeen zou zich in de loop van de 14e eeuw verbreiden. Van necrologia en obituaria zijn er duizenden bewaard gebleven en ze zijn een dankbare bron van informatie voor historici en genealogen.